# Žamantuz (Severokazachstánská oblast)
Žamantuz nebo Džamantuz (rusky Жамантуз) je jezero v Severokazachstánské oblasti v Kazachstánu. Je silně slané až rosolovité. Má rozlohu přibližně 37 km².